# Neoperkinsiella guaduae
Neoperkinsiella guaduae är en insektsart som beskrevs av Frederick Arthur Godfrey Muir 1926. Neoperkinsiella guaduae ingår i släktet Neoperkinsiella och familjen sporrstritar. Inga underarter finns listade i Catalogue of Life.